# Ungarische Arbeiter-Feldhandballnationalmannschaft
Die ungarische Arbeiter-Feldhandballnationalmannschaft vertrat die Arbeiter bei Länderspielen und internationalen Turnieren.

## Arbeiterolympiade
Die ungarische Handballnationalmannschaft nahm nur einer Arbeiterolympiade teil.
| Jahr | Austragungsort                     | Teilnahme bis…  | Ergebnis         | Medaille        | Bemerkung                             |
| ---- | ---------------------------------- | --------------- | ---------------- | --------------- | ------------------------------------- |
| 1925 | Frankfurt am Main, Deutsches Reich | keine Teilnahme | keine Teilnahme  | keine Teilnahme |                                       |
| 1931 | Wien, Österreich                   | Gruppenspiele   | Ungarn 0. Punkte | 4. Platz        | Mit der belgischen Mannschaft geteilt |
| 1937 | Antwerpen, Belgien                 | keine Teilnahme | keine Teilnahme  | keine Teilnahme |                                       |